# Аткильня (река)
Аткильня (укр. Аткильня) — левый приток Немыльни, протекающий по Репкинскому району Черниговского района Украины.

## География
Длина — 19 км.
Русло умеренно-извилистое. Пойма значительно занята заболоченными участками. Река протекает через лес (доминирование сосны, в нижнем течении — березы). Притоки: Коганец.
Берёт начало южнее села Аткильня (Репкинский район). Река течёт в нижнем течении на северо-запад, затем — делая поворот, на юго-запад, далее делая еще один поворот, течёт на северо-запад. Впадает в Немыльню непосредственно восточнее села Сиделевка (Репкинский район).
Населённые пункты на реке (от истока к устью):
1. Аткильня
2. Строевка
3. Чижовка
4. Гута-Ткачёва